# ثيودور مان
ثيودور مان (بالإنجليزية: Theodore Mann)‏ هو مخرج أمريكي، ولد في 13 مايو 1924 في بروكلين في الولايات المتحدة، وتوفي في 24 فبراير 2012 في مانهاتن في الولايات المتحدة.

## وصلات خارجية
- ثيودور مان على موقع قاعدة بيانات برودواي على الإنترنت (الإنجليزية)